# Resolutie 2400 Veiligheidsraad Verenigde Naties
Resolutie 2400 van de Veiligheidsraad van de Verenigde Naties werd op 8 februari 2018 met unanimiteit aangenomen door de VN-Veiligheidsraad. De resolutie verlengde het expertenpanel dat toezag op het wapenembargo, de reisverboden en de bevriezing van banktegoeden opgelegd vanwege het conflict in Darfur met dertien maanden.

## Standpunten
De vertegenwoordiger van Soedan vond dat de sancties opnieuw geëvalueerd moesten worden en dat de resolutie had moeten voorzien in het geleidelijk aan stopzetten van het expertenpanel. De sancties waren volgens hem niet langer nodig omdat de reden waarvoor ze waren ingesteld niet meer van toepassing was. Wel nog een probleem waren de rebellengroepen die over de grenzen heen opereerden.
De Verenigde Staten hadden in 2017 hun twintig jaar oude sancties tegen Soedan teruggeschroefd, daar de noodhulpverlening was verbeterd, er minder conflicten waren in het land en er inmiddels meer werd gedaan tegen terrorisme. Men bleef Soedan echter zien als een land dat terroristen steunde.

## Achtergrond
Al in de jaren '50 was het zwarte zuiden van Soedan in opstand gekomen tegen het overheersende Arabische noorden. De vondst van aardolie in het zuiden maakte het conflict er enkel maar moeilijker op. In 2002 kwam er een staakt-het-vuren en werden afspraken gemaakt over de verdeling van de olie-inkomsten. Verschillende rebellengroepen waren hiermee niet tevreden en in 2003 ontstond het conflict in Darfur tussen deze rebellen en de door de regering gesteunde janjaweed-milities. Die laatsten gingen over tot etnische zuiveringen. In de daaropvolgende jaren werden in Darfur grove mensenrechtenschendingen gepleegd, waardoor miljoenen mensen op de vlucht sloegen.

## Inhoud
In 2004 was middels resolutie 1556 een wapenembargo opgelegd tegen gewapende groeperingen in Darfur. In 2005 werd dit middels resolutie 1591 gevolgd door een reisverbod en het bevriezen van banktegoeden voor degenen die er vrede in de weg stonden. Het mandaat van het expertenpanel, dat middels deze laatste resolutie was opgezet om toe te zien op de naleving van deze sancties, werd verder verlengd tot 12 maart 2019.
Lijst ·  2398 ·  2399 ·  2400 ·  2401 ·  2402 ·  2403 ·  2404 ·  2405 ·  2406 ·  2407 ·  2408 ·  2409 ·  2410 ·  2411 ·  2412 ·  2413 ·  2414 ·  2415 ·  2416 ·  2417 ·  2418 ·  2419 ·  2420 ·  2421 ·  2422 ·  2423 ·  2424 ·  2425 ·  2426 ·  2427 ·  2428 ·  2429 ·  2430 ·  2431 ·  2432 ·  2433 ·  2434 ·  2435 ·  2436 ·  2437 ·  2438 ·  2439 ·  2440 ·  2441 ·  2442 ·  2443 ·  2444 ·  2445 ·  2446 ·  2447 ·  2448 ·  2449 ·  2450 ·  2451